# Navahrudski rajon
Navahrudski rajon (vitryska: Навагрудскі раён, ryska: Новогрудский район) är ett distrikt i Belarus. Det ligger i voblasten Hrodna voblast, i den västra delen av landet, 120 km väster om huvudstaden Minsk.